# کلاودیو اسکاجولا
کلاودیو اسکاجولا (انگلیسی: Claudio Scajola؛ زادهٔ ۱۵ ژانویهٔ ۱۹۴۸) در ایمپریا، سیاست‌مدار اهل ایتالیا است.